# ヴァーチャル・イレヴン
『ヴァーチャル・イレヴン』(VIRTUAL XI)は、アイアン・メイデンの11枚目のスタジオ・アルバム。日本では1998年3月18日に発売された。ブレイズ・ベイリー在籍時としては2作目かつ最後のスタジオ・アルバム。
ブックレットのメンバーの集合画像は、デイヴ・マーレイのみが撮影に参加出来ず、後日個人で撮影し合成している。

## 収録曲
1. フィーチャリアル - Futureal[2:55]
2. エンジェル・アンド・ギャンブラー - 'The Angel And The Gambler[9:52]
3. ライトニング・ストライクス・トゥワイス - Lightning Strikes Twice[4:50]
4. ザ・クランスマン - 'The Clansman[8:59]
5. ホエン・ツー・ワールズ・コライド - When Two Worlds Collide[6:17]
6. ザ・エジュケイテッド・フール - 'The Educated Fool[6:44]
7. ドント・ルック・トゥ・ジ・アイズ・オブ・ア・ストレンジャー - Don't Look To The Eyes Of A Stranger[8:03]
8. コモ・エスタイス・アミーゴス(友よ、元気かい) - Como Estais Amigos[5:30]

■初回限定ボーナスCD
1. ブラッド・オン・ザ・ワールズ・ハンズ - Blood On The World's Hands　[ライヴ] [6:06]
2. ジ・アフターマス - The Aftermath　[ライヴ] [6:43]

## 参加ミュージシャン
- スティーヴ・ハリス  Steve Harris - ベース、ヴォーカル
- ブレイズ・ベイリー  Blaze Bayley - リード・ヴォーカル
- デイヴ・マーレイ  Dave Murray - ギター
- ヤニック・ガーズ  Janick gers - ギター
- ニコ・マクブレイン  Nicko McBrain - ドラムス